# Дебёсский уезд
Дебёсский уе́зд — административно-территориальная единица Вотской АО с 1921 по 1923 год.

## История

### Образование уезда
Уезд образован декретом ВЦИК от 8 декабря 1921 года из волостей Глазовского уезда и Сарапульского уезда Вятской губернии, отошедших во вновь образованную Вотскую АО. В состав нового уезда вошли Большупургинская, Дебёсская, Зюзинская, Сосновская, Тортымская, Чутырская и Шарканская волости Ижевского уезда, Зуринская, Игринская, Поломская, Тольенская и Тыловайская волости Глазовского уезда.

### Упразднение уезда
Уезд был упразднён декретом ВЦИК от 26 ноября 1923 года как не оправдавший себя ни в административном, ни в экономическом отношении. Большупургинская, Дебёсская, Зуринская, Зюзинская, Игринская, Поломская, Тольенская, Тортымская и Тыловайская волости вошли в состав Глазовского уезда; Сосновская, Чутырская и Шарканская — в состав Ижевского уезда.